# Metro Donostialdea
Topo (chiamata metro Donostialdea tra il 2012 e il 2017) è uno dei due servizi ferroviari suburbani dell'agglomerazione Donostialdea, che comprende l'area metropolitana di San Sebastián, nel Paese Basco, Spagna. Il treno viaggia a scartamento metrico ed è gestito da Euskotren.